# Свирский, Лукаш Болеславович
Князь Свирский Лукаш Болеславович (ум. в 1593 году) — маршалок господарский, державца Кревский и тиун Биржанский.

## Биография
Княжеский род Свирских пользовался гербом «Лис VI или Свирский»: в красном поле дважды перекрещенная серебряная стрела наконечником вверх, над шлемом княжеская корона. В 1554 году князь Лукаш Болеславович Свирский самостоятельно приобрел 2 двора в Свири. В 1555 году выкупил боярина и право ловли рыбы в озере Свирь у Росского, а также имение Николаевщина (Миколаевщизна) у Остика за 200 коп грошей, дворец (небольшое имение) над рекой Стромой возле Бакшт Свирских (дворца Бикштенского) у Селицкой. В том же году Лукаш совместно с братом Янушем купил у своих дядей Людвика и Юрия их права на слуцкие имения Вызну (сейчас Красная Слобода), Усово и Прусы, после чего начали судебный процесс за эти поместья со слуцкими князьями Олельковичами. В 1555 году братья приобрели за 1000 коп грошей имение Ясень, который ранее принадлежал князьям Свирским. В 1556 году Лукаш Болеславович занимал должность писаря виленского воеводы. В 1557 году Лукаш Болеславович купил людей и землю в Свири у Петрашкевича, в 1558 году — Карказешки и Свирь у князя Людвика Свирского.
В 1560 году принимал участие в Ливонской войне (1558—1583). В следующем году женился на Марине Николаевне (дочери дворянина Николая Андреевича), от которой получил приданое 500 коп грошей. На случай своей смерти записал ей вдовиную долю — 1000 коп грошей, обеспеченных имением Ясень. В 1565 году он занимал должность маршалка господарского.

«Перепись войска ВКЛ 1567 года» содержит следующие сведения про его владения: 
«Того же дня месяца октебра 11 дня. Князь Лукаш Болеславович Свирский, маршалок короля его милости, ставил ку службе земской з ыменей своих, то есть з ыменья Стройнацкого кони два, з Свирского, названного Туща, и з людей, к нему прикупленых, и з ынших отчизных, там же прилучоных, меновите с Понизцов и з дворца Заболотского купленого конь один. Тые вси именья в повете Ошменском. А к тому з ыменья купленого в повете Новогородском Понемонского, названого Миколаевщизна, конь один, а з выслуги на короля его милости з земли Жомойтской з двух сел — з Кгекгран и з Вильневси, з волок сорока шести коней пять. Того всего ставил коней деветь збройно — пнцри, пр., тарчи, др. А з ынших именей своих — с половицы именья Ясенского, з двора Сирмежского, и з людей Заозерских, гончаров и козьмов, и з дворца купленого Бикштенского ничого не ставил; поведаючи собе некоторые кривды меть од брата своего, и за тым с тых именей войны не служил. Драбей тех при том почте своем не показал». 
В 1568 Лукаш Болеславович Свирский стал старостой («державцем») Кревским. В 1569 году принимал участие в Люблинском сейме и подписал акт Люблинской унии. В 1570 году получил королевскую грамоту на владение селами Скродни и Вильновцы Векшнянской волости в Жемайтии. С 1571 года — тиун Биржанский. В 1578 году Лукаш Болеславович Свирский был назначен сеймом сборщиком денег от «поборцев» (сборщиков податей на местах). Вместе с женой пожизненно владел имением Свирь. В 1584 году получил в пожизненное владение имение Грейкуны в Трокском уезде. В 1593 году составил завещание, в котором записал жене местечко Николаевщина. Умер Лукаш Болеславович Свирский весной 1593 года. После его смерти вдова продала Николаевщину Николаю Христофору Радзивиллу Сиротке.

## Дети
У Лукаша Болевславовича были сыновья Лукаш, Криштоф, Станислав, Михаил и дочь Ядвига. Его сын Криштоф Свирский занимал должность королевского каморника.